# هولمز رولستون الثالث
هولمز رولستون الثالث (من مواليد 19 نوفمبر 1932) هو فيلسوف وأستاذ جامعي متميز في الفلسفة في جامعة ولاية كولورادو. اشتهر بإسهاماته في الأخلاقيات البيئية والعلاقة بين الدين والعلم. ومن بين الجوائز الأخرى، فاز رولستون بجائزة تمبلتون لعام 2003، التي منحها إياها الأمير فيليب في قصر باكنغهام. ألقى محاضرات جيفورد، جامعة إدنبرة، 1997-1998.
يستخدم النموذج الدارويني لتحديد المفاهيم الموضوعية الرئيسية في فلسفة رولستون، وبعمق أكبر، الاتجاه العام لتفكيره.